# William Kincaid
William „Woody“ Kincaid (* 21. September 1992 in Littleton, Colorado) ist ein US-amerikanischer Leichtathlet, der sich auf den Langstreckenlauf spezialisiert hat.

## Sportliche Laufbahn
William Kincaid wuchs in Colorado auf und besuchte ab 2012 die University of Portland in Oregon. Ab 2016 start er für den renommierten Bowerman Track Club und 2020 nahm er an den Olympischen Sommerspielen in Tokio teil. Dort belegte er im 5000-Meter-Lauf mit 13:17,20 min im Finale den 14. Platz und über 10.000 Meter gelangte er nach 28:11,01 min auf Rang 15. Im Jahr darauf schied er bei den Weltmeisterschaften in Eugene mit 13:25,02 min in der Vorrunde über 5000 Meter aus und anschließend siegte er in 14:48,58 min bei den NACAC-Meisterschaften in Freeport. Zudem siegte er Anfang September in 7:38,83 min im 3000-Meter-Lauf beim Hanžeković Memorial. 2023 siegte er in 27:06,37 min über 10.000 Meter bei The TEN und gelangte bei den Weltmeisterschaften in Budapest mit 28:08,71 min auf Rang elf. Im Jahr darauf nahm er erneut an den Olympischen Sommerspielen in Paris teil und lief dort nach 27:29,40 min auf dem 16. Platz über 10.000 Meter ein.
In den Jahren 2021 und 2023 wurde Kincaid US-amerikanischer Meister im 10.000-Meter-Lauf.

## Persönliche Bestleistungen
- 1500 Meter: 3:37,32 min, 6. Mai 2023 in Walnut
- Meile: 4:00,76 min, 8. Mai 2015 in Eugene
  - Meile (Halle): 3:59,23 min, 28. Februar 2020 in Boston
- 3000 Meter: 7:38,81 min, 10. August 2022 in Monaco
  - 3000 Meter (Halle): 7:40,71 min, 4. Februar 2023 in Boston
- 5000 Meter: 12:54,40 min, 2. Juni 2023 in Florenz
  - 5000 Meter (Halle): 12:51,61 min, 27. Januar 2023 in Boston (Nordamerikarekord)
- 10.000 Meter: 26:57,57 min, 16. März 2024 in San Juan Capistrano